# Jean Schneider (astronomo)
Jean Schneider (7 maggio 1941) è un astronomo francese, conosciuto come co-scopritore di pianeti extrasolari e fondatore del portale l'Enciclopedia dei pianeti extrasolari.

## Biografia
Dopo la laurea in matematica, dal 1966 al 1971 è stato ricercatore in fisica delle particelle presso il CNRS e il CERN, poi in astrofisica relativistica, interessandosi alla cosmologia e alle pulsar. Dopo il 1988 si interessò di epistemologia ed esobiologia.
Alla fine degli anni '80, mentre era ricercatore presso il Laboratoire Univers et Théories a Parigi, si specializzò nello studio degli esopianeti, in un momento in cui, in assenza di prove tangibili, la maggior parte degli astronomi pensava che non esistessero. Fu il primo, assieme all'astrofisico statunitense William Borucki, a proporre nel 1988 un metodo per rilevare gli esopianeti. Non emettendo luce propria ed essendo difficile osservarli direttamente a tanti anni luce di distanza, con telescopi relativamente precisi nel rilevare le variazioni delle curve di luce, suggerì che fosse possibile scoprirli attraverso il metodo del transito, che consiste nel rilevare un piccolo calo di luminosità della stella quando il pianeta le transita davanti.
Dopo che nel 1995 l'astronomo svizzero Michel Mayor e il suo assistente Didier Queloz scoprirono 51 Pegasi b, il primo esopianeta attorno a una stella "normale", suggerì e promosse il satellite COROT per rilevare esopianeti col metodo del transito. CoRoT venne lanciato anni dopo, e dal 2007 fino al 2013 scoprì una trentina di pianeti extrasolari. Nel 1995 fonda anche il sito l'Enciclopedia dei pianeti extrasolari, il cui database viene aggiornato quotidianamente in base alle pubblicazioni peer review relative a nuove scoperte.
Dal 1999 applica le sue teorie ai satelliti extrasolari, lune che gravitano attorno agli esopianeti, che potrebbero rivelarsi altrettanto o addirittura più abitabili degli esopianeti.
Infine ha sviluppato tecniche per rilevare anelli attorno ai pianeti e analizzarne le atmosfere.

## Pubblicazioni
- Jean Schneider et al., Defining and cataloging exoplanets: The exoplanet.eu database (PDF), in Astronomy & Astrophysics, vol. 532, n. 79, 2011,  p. A79, DOI:10.1051/0004-6361/201116713.
- Deleuil, M. et al., Transiting exoplanets from the CoRoT space mission: XX. CoRoT-20b: A very high density, high eccentricity transiting giant planet, in Astronomy & Astrophysics, vol. 538, 2012,  p. A145 (9 pagine)), DOI:10.1051/0004-6361/201117681.
- Malcolm Fridlund et al., Transiting exoplanets from the CoRoT space mission IX. CoRoT-6b: a transiting "hot Jupiter" planet in an 8.9d orbit around a low-metallicity star, in Astronomy & Astrophysics, n. 512, 2010,  p. A14, DOI:10.1051/0004-6361/200913767.
- Didier Queloz et al., The CoRoT-7 planetary system: two orbiting super-Earths (PDF), in Astronomy & Astrophysics, vol. 506, n. 1, ottobre 2009,  pp. 303-319, DOI:10.1051/0004-6361/200913096..